# 청운초등학교 (경기)
청운초등학교는 대한민국 경기도 양평군 청운면 용두리에 있는 공립 초등학교이다.

## 학교 연혁
- 1924년 4월 18일 용두공립보통학교 개교
- 1938년 4월 1일 청운공립심상소학교로 개칭[1]
- 1941년 4월 1일 청운공립국민학교로 개칭[2]
- 1990년 2월 28일 내현분교장 통폐합
- 1994년 2월 28일 신론분교장 통폐합
- 1996년 3월 1일 청운초등학교로 개칭[3]
- 1998년 2월 4일 병설유치원 개원(1학급)
- 2000년 2월 29일 갈운분교장 통폐합
- 2018년 9월 1일 제23대 최혜자 교장 부임
- 2020년 1월 8일 제94회 졸업식(총 5552명)
- 2020년 3월 1일 초등 6학급, 특수 1학급, 유치원 1학급 편성

## 참고 자료
- 청운초등학교 - 한국교육학술정보원 학교알리미